# Guerras Clon (novelas)
Las Guerras Clon es una serie de novelas basada en el conflicto ficticio de Star Wars. Fue publicada en España por la editorial Alberto Santos Editor desde 2002 hasta 2005.
Los seis libros, que han sido escritos por diversos autores, siguen una línea temporal que lleva al lector a las Guerras Clon. La serie inglesa, publicada por Del Rey, contaba con algún libro más como Republic Commando y las novelas recibían el nombre de A Clone Wars Novel.
Alberto Santos publicó la gran mayoría durante los tres años transcurridos entre los estrenos del Episodio II y el Episodio III. Además, la publicación iba relativamente al día, y permitía que esos tres años coincidiesen con los tres años ficticios en los que se desarrollan las Guerras Clon dentro de la serie.
La última novela de estas guerras publicadas por Alberto Santos en español no se incluyó en la serie, sino que se la etiquetó por separado tanto en inglés como en español recibiendo el nombre de protosecuela del Episodio III. Era El laberinto del mal.

## Argumento
Durante tres años el lector es capaz de sumergirse en la piel de los comandos clon y varios Jedis, que no solo incluyen a Obi-Wan Kenobi y a Anakin Skywalker, sino también a Mace Windu, Yoda y Kit Fisto.
A través de conflictos y batallas aparentemente no relacionados (cada libro es una historia), el espectador se hace una idea de cómo se llega al Episodio III, del plan de los Sith y de que todas las batallas y crisis tienen algo en común: la progresiva aparición del Imperio Galáctico y la destrucción de los Jedi.

## Lista de novelas
- Punto de ruptura
- Traición en Cestus
- MedStar I: Médicos de guerra
- MedStar II: Curandera Jedi
- La prueba del Jedi
- Yoda: Encuentro oscuro
- El Caballero Oscuro

- Datos: Q5887903